# 동구릉관리소
동구릉관리소(東九陵管理所)는 조선조 500여년의 역사 가운데 약 450여 년 동안 만들어진 왕과 왕비의 무덤인 동구릉을 보호·관리하기 위해 설립된 대한민국 문화재청 소속기관으로 동구릉관리소장(6급)은 행정주사ㆍ임업주사 또는 시설주사로 보한다. 경기도 구리시 동구릉로 197에 위치하고 있다. 세계유산의 효율적인 관리를 위해 2012년 9월 12일 조선왕릉관리소 동부지구관리소로 개편되면서 폐지되었다.

## 주요 업무
- 사적 제193호 "동구릉" 보존·관리
- 동구릉 문화재 환경 보호·육성
- 동구릉 공개 운영 및 관람객 서비스 제공

## 같이 보기
- 동구릉